# Avera Mengistu
Avraham "Avera" Mengistu (en hebreo: אברה מנגיסטו,  Etiopía, 22 de agosto de 1986) es un joven Israelí que cruzó a Gaza el 7 de septiembre de 2014. Fue detenido e interrogado por Hamás, y ha estado desaparecido desde esa fecha. Su familia ha declarado que es mentalmente inestable y había sido admitido a un hospital mental antiguamente. Ha sido tratado con medicación, la cual dejó de tomar unas semanas después, previas a su cruce a Gaza.Liberado el 22 de febrero de 2025 durante el alto al fuego en la Guerra Israel-Gaza.

## Contexto
Avraham Mengistu nació en Etiopía, el cuarto de 10 hijos. Hijo de Haili y Agumesh Mengistu. Hizo Aliá (inmigró a Israel) con su familia a la edad de 5 años y creció en un barrio de bajos ingresos en Ashkelon, a 20 kilómetros de Gaza. Su madre limpiaba casas para ganarse la vida, mientras que su padre se convirtió en un desempleado crónico. Se divorciaron en 2012. En una columna de The Jerusalem Post, Tal Harris describió a los Mengistu como una extrema desprivilegiada familia pertenecientes al sector más pobre socioeconómico de la sociedad israelí. Mengistu asistió a escuelas públicas. Luego de terminar la secundaria, ejerció una serie de trabajos poco comunes, incluyendo reciclaje.
En 2011, Mengistu empezó a experimentar problemas mentales de salud luego de que su hermano mayor, Masrashau, falleciera.
Se volvió retraído con su familia y sus amigos. Se ató un pedazo de cuerda alrededor de uno de sus dedos de forma tan apretada, que hizo que se cortara el flujo de sangre, causando una gangrena severa, teniéndole que amputar el dedo.
Renunció a su trabajo y se negó a aceptar los beneficios de The National Insurance Institute.
También comenzó a pedirle dinero a amigos y a viajar solo por varias partes de Israel, a tal punto que su familia lo consideró desaparecido, hasta que un policía lo localizó casi a 200 kilómetros, en Tiberias. Avraham accedió a someterse a un tratamiento psiquiátrico y fue hospitalizado voluntariamente en un Instituto Psiquiátrico en Beersheva por 12 días, en enero de 2013. Pero su familia no lo vio mejor cuando fue dado de alta. Cinco días después lo tuvieron involuntariamente por una semana, pero cuando fue dado de alta, tiró toda su medicación. De acuerdo con su hermano, su condición empeoró.
En marzo de 2013, Mengistu fue exento del servicio militar obligatorio en las Fuerzas de Defensas de Israel, luego de que un comité médico lo encontrara inadecuado para el servicio. De acuerdo con un amigo de la infancia, el año antes de su desaparición, su condición empeoró aún más: comenzó a lastimarse a sí mismo y a hablar de forma incoherente.

## Incidente
El 7 de septiembre de 2014, Mengistu le pidió dinero a su madre . Cuando ella le dijo que no tenía, él se enojó, y se fue alrededor del mediodía sin decir absolutamente nada. Luego, caminó a una playa en Zikim y llegó a la valla de seguridad entre la Franja de Gaza e Israel. Una patrulla israelí, que custodiaba trabajos eléctricos, lo vio cargando una bolsa cerca de la valla de seguridad con Gaza y lo dejó pasar. Uno de los soldados, luego, dijo que pensó que Mengistu era un refugiado sudanés que había decidido mudarse a Gaza. Una cámara de seguridad en una torre de vigilancia del ejército lo notó tratando de escalar la cerca y se notificó a la patrulla que lo había dejado pasar antes. Para cuando llegaron, Mengistu había llegado a la parte superior de la cerca. Le pidieron que se detuviera y dispararon un tiro de advertencia al aire, pero él los ignoró y escaló la cerca. Dejó su bolsa, que contenía pantuflas, una toalla, una Biblia y algunos otros libros, uno de los cuales tenía su nombre. Desde ese momento no fue visto por ningún israelí. Israel contactó a la Cruz Roja y oficiales en la Franja de Gaza y dijeron que Mengistu había retornado a Israel.
Inicialmente, un oficial de Hamás dijo que Mengistu fue interrogado y parecía tener problemas psicológicos. Oficiales israelíes dijeron que hay "inteligencia creíble" de que Hamás retiene a Mengistu "contra su voluntad". Más tarde, Moussa Abu Marzouk, vicepresidente del buró político de Hamás, dijo en una entrevista con Al Jazeera que Mengistu vestía uniforme, estaba mentalmente sano y que su caso había surgido durante las negociaciones de tregua relacionadas con el conflicto Israel-Gaza de 2014, que tuvo lugar semanas antes de la fecha en que Israel dice que Mengistu cruzó a la Franja de Gaza.

## Esfuerzos diplomáticos
La familia Mengistu fue a Ginebra en 2015 para reunirse con organizaciones de derechos humanos, incluida la Cruz Roja y Amnistía Internacional, en un esfuerzo por obtener su ayuda y presionar a Hamás para que liberara a Avraham. La familia proporcionó documentación médica de sus hospitalizaciones y su necesidad de medicación y terapia diaria, así como pruebas de que no sirvió en el ejército, no portaba ningún arma y de ninguna manera estuvo involucrado en el conflicto palestino-israelí. La familia regresó a Israel con la promesa de ayuda.
En mayo de 2017, Human Rights Watch emitió un informe en el que condenaba a Hamás por mantener a Mengistu e Hisham al-Sayed, otro israelí, en régimen de incomunicación, en el que pedía al grupo que "revelara de manera oficial e incondicional" si estaba reteniendo a los hombres y que los liberara a menos que "pueda proporcionarse una base jurídica creíble "para mantenerlos. En su informe, Human Rights Watch escribió que ambos hombres tenían antecedentes de problemas de salud mental. El informe también decía que aunque el ala militar de Hamás se había referido a ambos hombres como soldados, Mengistu había sido considerado "no apto para el servicio [militar]" por las Fuerzas de Defensas de Israel y al-Sayed había sido dado de baja tres meses después de que se ofreciera como voluntario en 2008 como "incompatible para servicio". El informe agregó que las fotos de los hombres con uniformes militares distribuidas por Hamás parecían haber sido "retocadas". Cuando se publicó el informe, Sarah Leah Whitson, directora de la división de Medio Oriente y África del Norte de Human Rights Watch, dijo que «la negativa de Hamás a confirmar su aparente detención prolongada de hombres con problemas de salud mental y sin conexión con las hostilidades es cruel e indefendible. Ningún agravio u objetivo puede justificar mantener a las personas en régimen de incomunicación y regatear sobre su suerte».

## Demandas de Hamás
En 2016, Hamás exigió la liberación de 60 prisioneros palestinos que fueron liberados como parte del intercambio de prisioneros de Gilad Shalit y posteriormente arrestados nuevamente como "tarifa de entrada" para comenzar a negociar la liberación de Mengistu y la separación de su negociación de otros asuntos. Un oficial israelí no identificado dijo en julio de 2016 que Hamás quería un acuerdo similar al intercambio de Shalit, en el que cientos de prisioneros serían liberados a cambio de los cuerpos de soldados de las FDI Oron Shaul y el oficial de las FDI Hadar Goldin y los civiles vivos Mengistu e Hisham al-Shayed, un beduino israelí retenido por Hamás.

## Desarrollos posteriores
En junio de 2017, las FDI le dieron a la familia de Mengistu una copia de las imágenes de la cámara de seguridad que lo mostraban cruzando hacia Gaza. Les habían mostrado la cinta varios meses después de su desaparición, pero unos años después solicitaron una copia propia. Cuando la madre de Avraham aceptó la cinta de representantes del Ministerio de Defensa y la Unidad de Inteligencia de las FDI, dijo: "Hubiera preferido ver imágenes de mi hijo Avraham Mengistu regresando a casa. Mi hijo Avera lucha con discapacidades mentales y hay una preocupación diaria por su vida. La entrega de la grabación no exime al Estado de su responsabilidad de operar para devolver a mi hijo a su país”.
El padre de Mengistu siente que el gobierno no está siendo transparente con él. El 2 de julio de 2018, habló en una conferencia organizada por MK Hilik Bar para centrar la atención del público en la situación de Mengistu. "Les pedí el bolso de Avraham, que fue [encontrado] después del incidente", dijo. "La bolsa todavía tenía ropa; la bolsa se veía mal porque dispararon contra [Avera], tiros de advertencia. Hay una 'conspiración de silencio' con las fuerzas de seguridad de Israel. Pregunto, ¿por qué no nos cuentan la historia completa, todo eso pasó allí. Les pido a ustedes, al público y al Gobierno, que me ayuden".
Finalmente Mengistu junto a Hisham al-Shayed y otros cuatro rehenes, fueron liberados el 22 de febrero como parte del acuerdo de alto el fuego con Hamás de 2025.